# 輝く星座/レット・ザ・サンシャイン・イン
「輝く星座/レット・ザ・サンシャイン・イン」（Aquarius / Let the Sunshine In）は、フィフス・ディメンションが1969年3月に発表したシングル。1967年10月初演のロック・ミュージカル『ヘアー』の最初と最後の曲のメドレーである。
同年4月から6週連続全米1位を獲得し、翌1970年に第12回グラミー賞の最優秀レコード賞と最優秀ポップ・パフォーマンス賞に選ばれた。

## 制作の経緯
1968年、フィフス・ディメンションはニューヨークのアメリカーナ・ホテルで公演していた。ある日の午後、メンバーのビリー・ディヴィス・ジュニアは買い物に出かけた帰り、タクシーに財布を置き忘れたが、次にタクシーを利用した人物から連絡を受けて財布を取り戻した。その人物に感謝の連絡をしたところ、ブロードウェイで公演中のミュージカル『ヘアー』の制作者の一人とわかり、その人物と妻を自分達のショウに招待した。すると今度は制作者側が、フィフス・ディメンションを『ヘアー』の公演に招待した。
メンバーは劇中の曲「アクエリアス」に感銘を受け、是非録音したいと自分達のプロデューサーであるボーンズ・ハウに申し出た。ハウは難色を示したが、実際に『ヘアー』を鑑賞して「レット・ザ・サンシャイン・イン」とのメドレーにするアイディアを得た。当時のシングル盤は3分前後であったため、できあがった7分を超すバージョンの長さが問題となり、編集のうえ5分以内にまとめリリースしたところ、彼らの代表作となった。録音にはハル・ブレインほかレッキング・クルーのメンバーが参加し、ボブ・アルシバーの編曲も巧みであった。

## カバー・バージョン
- レイ・スティーヴンス - 『Have a Little Talk with Myself』（1969年）に収録。
- ジェニファー・ウォーンズ - 『Let The Sunshine In (The Flesh Failures)" / "Easy to Be Hard』（1969年）に収録。
- エンゲルベルト・フンパーディンク - 『Engelbert Humperdinck』（1969年）に収録[5]。
- アンディ・ウィリアムス - 『Get together with 』（1969年）に収録。
- ザ・ベンチャーズ - 『Hawaii Five-O』（1969年）に収録。
- 弘田三枝子 - 『弘田三枝子'70 ポピュラー・ビッグ・ヒッツ!』（1970年）に収録。
- 『ヘアー』日本公演キャスト - 1970年版（1999年CD化）や1980年版（TALIZMANによる演奏）のアルバムに収録。後者はシングルも発売された。
- マリーン - 『Be・Pop』（1985年）に収録。
- デーモン閣下 - 「小暮伝衛門」名義でリリースしたアルバム『好色萬声男』（1990年）に収録。